# Bobby Hull
Robert Marvin „Bobby“ Hull alias The Golden Jet (3. ledna 1939, Pointe Anne, Kanada – 30. ledna 2023) byl kanadský hokejista.
Byl považován za jednoho z nejlepších hokejistů všech dob. V juniorských soutěžích hrával za klub Galt Black Hawks. Za 23 let působení v NHL a WHA hrál za Chicago Blackhawks, Winnipeg Jets a Hartford Whalers. V roce 1983 byl zvolen do Hokejové síně slávy, dále byl držitelem nejvyššího kanadského vyznamenání Řádu Kanady. U příležitosti 100. výročí NHL byl v lednu 2017 vybrán jako jeden ze sta nejlepších hráčů historie ligy. Jeho syn Brett Hull byl také hokejista.

## Ocenění a úspěchy
- 1960 NHL – První All-Star Team
- 1960 NHL – Maurice Richard Trophy
- 1960 NHL – Art Ross Trophy
- 1962 NHL – První All-Star Team
- 1962 NHL – Maurice Richard Trophy
- 1962 NHL – Art Ross Trophy
- 1962 NHL – Nejlepší střelec v playoff
- 1963 NHL – Nejlepší střelec v playoff
- 1963 NHL – Druhý All-Star Team
- 1964 NHL – První All-Star Team
- 1964 NHL – Maurice Richard Trophy
- 1965 NHL – První All-Star Team
- 1965 NHL – Lady Byng Memorial Trophy
- 1965 NHL – Hart Memorial Trophy
- 1965 NHL – Nejlepší střelec v playoff
- 1965 NHL – Nejproduktivnější hráč v playoff
- 1966 NHL – První All-Star Team
- 1966 NHL – Maurice Richard Trophy
- 1966 NHL – Art Ross Trophy
- 1966 NHL – Hart Memorial Trophy
- 1967 NHL – První All-Star Team
- 1967 NHL – Maurice Richard Trophy
- 1968 NHL – První All-Star Team
- 1968 NHL – Maurice Richard Trophy
- 1969 NHL – Lester Patrick Trophy
- 1969 NHL – První All-Star Team
- 1969 NHL – Nejvíce vstřelených vítězných branek
- 1969 NHL – Maurice Richard Trophy
- 1970 NHL – All-Star Game + nejužitečnější hráč
- 1970 NHL – První All-Star Team
- 1970 NHL – Nejvíce vstřelených vítězných branek
- 1971 NHL – All-Star Game + nejužitečnější hráč
- 1971 NHL – Druhý All-Star Team
- 1972 NHL – První All-Star Team
- 1973 WHA – Gordie Howe Trophy
- 1975 WHA – Gordie Howe Trophy
- 1969 Hokejová síň slávy

## Klubová statistika
| Sezóna       | Klub                   | Soutěž       |      | Základní část | Základní část | Základní část | Základní část | Základní část |    | Play off | Play off | Play off | Play off | Play off |
| Sezóna       | Klub                   | Soutěž       | Z    | G             | A             | B             | TM            | Z             | G  | A        | B        | TM       |          |          |
| 1954–55      | St. Catharines Teepees | OHA          | 6    | 0             | 0             | 0             | 0             | —             | —  | —        | —        | —        |          |          |
| 1955–56      | St. Catharines Teepees | OHA          | 48   | 11            | 7             | 18            | 79            | 6             | 0  | 2        | 2        | 9        |          |          |
| 1956–57      | St. Catharines Teepees | OHA          | 52   | 33            | 28            | 61            | 95            | 13            | 8  | 8        | 16       | 24       |          |          |
| 1957–58      | Chicago Black Hawks    | NHL          | 70   | 13            | 34            | 47            | 62            | —             | —  | —        | —        | —        |          |          |
| 1958–59      | Chicago Black Hawks    | NHL          | 70   | 18            | 32            | 50            | 50            | 6             | 1  | 1        | 2        | 2        |          |          |
| 1959–60      | Chicago Black Hawks    | NHL          | 70   | 39            | 42            | 81            | 68            | 3             | 1  | 0        | 1        | 2        |          |          |
| 1960–61      | Chicago Black Hawks    | NHL          | 67   | 31            | 25            | 56            | 43            | 12            | 4  | 10       | 14       | 4        |          |          |
| 1961–62      | Chicago Black Hawks    | NHL          | 70   | 50            | 34            | 84            | 35            | 12            | 8  | 6        | 14       | 12       |          |          |
| 1962–63      | Chicago Black Hawks    | NHL          | 65   | 31            | 31            | 62            | 27            | 5             | 8  | 2        | 10       | 4        |          |          |
| 1963–64      | Chicago Black Hawks    | NHL          | 70   | 43            | 44            | 87            | 50            | 7             | 2  | 5        | 7        | 2        |          |          |
| 1964–65      | Chicago Black Hawks    | NHL          | 61   | 39            | 32            | 71            | 32            | 14            | 10 | 7        | 17       | 27       |          |          |
| 1965–66      | Chicago Black Hawks    | NHL          | 65   | 54            | 43            | 97            | 70            | 6             | 2  | 2        | 4        | 10       |          |          |
| 1966–67      | Chicago Black Hawks    | NHL          | 66   | 52            | 28            | 80            | 52            | 6             | 4  | 2        | 6        | 0        |          |          |
| 1967–68      | Chicago Black Hawks    | NHL          | 71   | 44            | 31            | 75            | 39            | 11            | 4  | 6        | 10       | 15       |          |          |
| 1968–69      | Chicago Black Hawks    | NHL          | 74   | 58            | 49            | 107           | 48            | —             | —  | —        | —        | —        |          |          |
| 1969–70      | Chicago Black Hawks    | NHL          | 61   | 38            | 29            | 67            | 8             | 8             | 3  | 8        | 11       | 2        |          |          |
| 1970–71      | Chicago Black Hawks    | NHL          | 78   | 44            | 52            | 96            | 32            | 18            | 11 | 14       | 25       | 16       |          |          |
| 1971–72      | Chicago Black Hawks    | NHL          | 78   | 50            | 43            | 93            | 24            | 8             | 4  | 4        | 8        | 6        |          |          |
| 1972–73      | Winnipeg Jets          | WHA          | 63   | 51            | 52            | 103           | 37            | 14            | 9  | 16       | 25       | 16       |          |          |
| 1973–74      | Winnipeg Jets          | WHA          | 75   | 53            | 42            | 95            | 38            | 4             | 1  | 1        | 2        | 4        |          |          |
| 1974–75      | Winnipeg Jets          | WHA          | 78   | 77            | 65            | 142           | 41            | —             | —  | —        | —        | —        |          |          |
| 1975–76      | Winnipeg Jets          | WHA          | 80   | 53            | 70            | 123           | 30            | 13            | 12 | 8        | 20       | 4        |          |          |
| 1976–77      | Winnipeg Jets          | WHA          | 34   | 21            | 32            | 53            | 14            | 20            | 13 | 9        | 22       | 2        |          |          |
| 1977–78      | Winnipeg Jets          | WHA          | 77   | 46            | 71            | 117           | 23            | 9             | 8  | 3        | 11       | 12       |          |          |
| 1978–79      | Winnipeg Jets          | WHA          | 4    | 2             | 3             | 5             | 0             | —             | —  | —        | —        | —        |          |          |
| 1979–80      | Winnipeg Jets          | NHL          | 18   | 4             | 6             | 10            | 0             | —             | —  | —        | —        | —        |          |          |
| 1979–80      | Hartford Whalers       | NHL          | 9    | 2             | 5             | 7             | 0             | 3             | 0  | 0        | 0        | 0        |          |          |
| Celkem v WHA | Celkem v WHA           | Celkem v WHA | 411  | 303           | 335           | 638           | 183           | 60            | 43 | 37       | 80       | 38       |          |          |
| Celkem v NHL | Celkem v NHL           | Celkem v NHL | 1063 | 610           | 560           | 1170          | 640           | 119           | 62 | 67       | 129      | 102      |          |          |

## Reprezentace
| Rok                       | Tým                       | Soutěž                    | Z | G | A | B | TM |
| ------------------------- | ------------------------- | ------------------------- | - | - | - | - | -- |
| 1976                      | Kanada                    | KP                        | 7 | 5 | 3 | 8 | 2  |
| Seniorská kariéra celkově | Seniorská kariéra celkově | Seniorská kariéra celkově | 7 | 5 | 3 | 8 | 2  |